# Tauba
Tauba (arabisch توبة) ist ein Begriff aus dem religiösen Vokabular des Islams, der die reumütige Umkehr des Menschen zu Gott bezeichnet, die mit einer gleichzeitigen Hinwendung Gottes zu diesem Menschen verbunden ist. Wichtigste Grundlage für das islamische Verständnis von der Tauba sind die Aussagen im Koran, in denen der Begriff selbst sowie das zugehörige Verb tāba und die davon abgeleiteten Formen vorkommen. Aufbauend auf diesen Aussagen sowie verschiedenen Hadithen, ist in der islamischen Frömmigkeitsliteratur, insbesondere derjenigen sufischen Charakters, das Tauba-Konzept weiter ausgearbeitet worden. Hier ist es noch stärker als im Koran mit der Idee der Abwendung des Menschen von seinen Sünden verbunden.
Etymologisch ist der Begriff Tauba mit dem hebräischen Wort tešûbah (תשובה) verwandt, das im Judentum in etwa die gleiche Bedeutung hat. Zugrunde liegt das hebräische Wort šūb („sich wenden, zurückkehren, sich bekehren, sich zuwenden“), das mit weit über 1000 Belegen zu den häufigsten im Alten Testament vorkommenden Verben gehört. Inhaltliche Nähe weist das Konzept der Tauba auch zu dem neutestamentlichen Begriff der metanoia (μετάνοια) auf, der eine Umkehr des Denkens bezeichnet und in der deutschen Sprache mit dem ursprünglich juristischen Begriff der Buße wiedergegeben wird. Ein wichtiger Unterschied zum Konzept der Buße besteht darin, dass der Begriff Tauba im Arabischen auch auf Gott bezogen wird. Menschen, die sich ganz der Tauba hingeben, werden im Islam als Tauwābūn bezeichnet.

## Im Koran

### Tauba als Umkehr des Menschen
Der Begriff tauba und das zugehörige Verb tāba, die in spätmekkanischer Zeit aufkommen und dann besonders häufig in den medinischen Passagen des Korans erscheinen, werden an den meisten Stellen des Korans auf den Menschen bezogen. Bei Ungläubigen, die die Muslime bekämpft haben, ist die Umkehr gleichbedeutend mit der Konversion zum Islam (z. B. Sure 19:60; Sure 25:70f). „Diejenigen, die umkehrten“ (man tāba) wird dementsprechend auch als eine Umschreibung für die Muslime, die Mohammed folgen, verwendet (so Sure 11:112). An anderen Stellen wird die durch das Verb tāba ausgedrückte Umkehr als die einzige Alternative zum Tod (Sure 5:34; 9:3) bzw. zur Bestrafung am Tag des Gerichts (Sure 11:3; 28:67; 85:10) dargestellt. Auch den Heuchlern, die nicht umkehren, droht das Höllenfeuer (Sure 4:145-6; 9:74). Das gleiche Schicksal erwartet die Apostaten, die nicht umkehren (Sure 3:86-89).
Gott selbst wird in Sure 9, die selbst den Namen at-Tauba trägt, als derjenige beschrieben, der „die Umkehr (tauba) von seinen Knechten annimmt“ (huwa yaqbalu t-taubata min ʿibādihi; Sure 9:104; vgl. auch 42:25 und 40:3). In Sure 40:7 bitten die Engel Gott, er möge denjenigen, die umgekehrt sind (tābū) und seinem Weg gefolgt sind, vergeben und sie vor der Höllenstrafe bewahren. Die Umkehr derjenigen, „die ungläubig geworden sind, nachdem sie gläubig waren, und dann immer ungläubiger wurden“ soll dagegen nicht angenommen werden (Sure 3:90).
An vielen Stellen richtet sich die Aufforderung zur Tauba allerdings nicht an Ungläubige, sondern explizit an die Gläubigen. So heißt es in Sure 24:31 „Und kehrt alle reumütig zu Gott zurück (wa-tūbū ilā Llāh), ihr Gläubigen! Vielleicht wird es euch dann wohlergehen!“ In Sure 66:8 fordert Gott die Gläubigen zu einer „aufrichtigen Umkehr“ (tauba naṣūḥ) auf und verspricht ihnen umgekehrt dafür den Eintritt ins Paradies. Auf gläubige Menschen bezogen, bezeichnet der Begriff tauba vor allem die Abkehr des Menschen von seiner Sünde. Die Sünde, von der man sich abwenden soll, kann aus Verleumdung (Sure 24:4-5; 66:3-4) bestehen, aus gegenseitiger Beschimpfung (Sure 49:11) oder aus dem Verstoß gegen das Zinsverbot (Sure 2:278f). Die Tauba ist besonders im reiferen Alter wichtig. Wenn der Mensch vierzig Jahre alt ist, soll er zu Gott sprechen: „Siehe, ich wende mich dir reumütig zu (tubtu ilaika) und bin einer derjenigen, die sich ergeben haben“ (Sure 46:15). Aber an sich ist der Mensch stetig zur Tauba angehalten, denn Gott liebt die Tauwābūn (vgl. Sure 2:222). Das zugehörige aktive Partizip tāʾibūn („die Umkehrenden“) erscheint auch in einer Liste von Eigenschaften, die den idealen Muslim auszeichnen (Sure 9:112).

### Tauba als Hinwendung Gottes zum Menschen
Der Begriff Tauba bezeichnet im Koran allerdings nicht nur eine Hinwendung des Menschen zu Gott, sondern umgekehrt auch die Hinwendung Gottes zum Menschen. So wird zum Beispiel in Sure 4:92 der Gläubige, der versehentlich einen anderen Gläubigen getötet hat, aufgefordert, bestimmte Pflichten zu erfüllen, so z. B. die Diya zu zahlen, um dadurch Gottes Tauba zu erlangen. Auf Gott bezogen, bezeichnet das Verb tāba den Verzicht auf Bestrafung (so Sure 3:128; 33:24) und die gnadenvolle Hinwendung zu den Gläubigen, die im Gegensatz zu seiner Peinigung der Heuchler und Ungläubigen steht (so z. B. Sure 33:73). Diese Art göttlicher Tauba spielt auch in zwei koranischen Erzählungen über die vorislamische Zeit eine wichtige Rolle. So wird zum Beispiel in der Erzählung über Adam beschrieben, wie Gott nach dem Sündenfall Worte an Adam richtete und sich ihm wieder gnadenvoll zuwendete (tāba ʿalayhi; Sure 2:37). Dieser Gedanke der Hinwendung Gottes zu Adam erscheint erneut in Sure 20:122, wo es heißt, dass Gott Adam nach seiner Abirrung erwählte, sich ihm zukehrte (tāba ʿalai-hi) und ihn rechtleitete. In der Geschichte über Abraham und Ismael wird erzählt, wie diese zu Gott beten und ihn bitten, sich ihnen zuzuwenden (wa-tub ʿalaynā; Sure 2:128). Die Vorstellung einer solchen göttlichen Tauba wird im Koran auch auf den Propheten Mohammed selbst bezogen. So wird in Sure 9:117 in Erinnerung gerufen, dass sich Gott dem Propheten, den Muhādschirūn und den Ansār gnädig wieder zugewandt habe (qad tāba ʿalā n-nabī wa-l-muhāǧirīn wa-l-anṣār), nachdem die Herzen einer Gruppe von ihnen beinahe abgeirrt wären (Sure 9:117). Ein Unterschied im Sprachgebrauch beim Verb tāba, das die gegenseitige Hinwendung von Gott und Mensch bezeichnet, besteht darin, dass die Hinwendung des Menschen zu Gott immer mit der Präposition ilā verbunden ist, während die Hinwendung Gottes zum Menschen mit der Präposition ʿalā steht.
An mehreren Stellen des Korans wird zum Ausdruck gebracht, dass sich Gott dem Menschen zuwendet, weil er tauwāb sei (Sure 2:37). Mit dieser emphatischen Form, die als Synonym zu Raḥmān steht, wird die Bereitschaft Gottes beschrieben, sich immer wieder barmherzig dem Menschen zuzuwenden. Der Begriff tauwāb erscheint noch an verschiedenen Stellen des Korans auf Gott bezogen, und zwar meist im Zusammenhang mit der Bitte von Menschen um Vergebung (so z. B. Sure 4:64 und 110:3) sowie der Abkehr von Sünden (so z. B. Sure 49:12). Deswegen gilt al-tauwāb auch als einer der schönen Namen Gottes.

### Die Korrelation zwischen göttlicher und menschlicher Tauba
An mehreren Stellen im Koran wird zum Ausdruck gebracht, dass zwischen göttlicher Hinwendung zum Menschen und menschlicher Hinwendung zu Gott ein direkter Zusammenhang besteht. So heißt es explizit in Sure 5:39: „Wer nach seiner Unrechtstat umkehrt (tāba) und sich bessert, dem wendet sich auch Gott gnädig wieder zu (innā Llāha yatūbu ʿalaihi).“ Umgekehrt wird an anderen Stellen zum Ausdruck gebracht, dass göttliche Tauba nur derjenige erwarten kann, der selbst zu Gott umkehrt (so Sure 4:17; 6:54; 16:119). Auch in der Geschichte von den Israeliten und dem Goldenen Kalb erscheint die Gedankenfigur von der Interdependenz göttlicher und menschlicher Tauba. So wird dort zunächst an die Israeliten die Aufforderung gerichtet, dass sie zu ihrem Schöpfer umkehren mögen (tūbū ilā bāriʾikum), sodann heißt es von Gott, dass er sich ihnen wieder zuwandte (fa-tāba ʿalaykum), weil er der Sich-Gnädig-Zuwendende (at-tauwāb) und Barmherzige (ar-raḥīm) sei (Sure 2:54). Umgekehrt wird denjenigen, die ihre reumütige Umkehr bis zu ihrem Tod hinauszögern, die göttliche Tauba vorenthalten (Sure 4:18).
In den meisten Fällen geht die menschliche Tauba der göttlichen voraus, nur in einem Fall ist es umgekehrt. So wird in Sure 9:118 von Gott gesagt, dass er sich drei Männern, die abgeirrt waren, „wieder zuwandte, damit sie ihrerseits umkehrten“ (tāba ʿalaihim li-yatūbū). Der Vers schließt wiederum mit der Aussage, dass Gott tauwāb ist, d. h. bereit ist, sich immer wieder den Menschen gnädig zuzuwenden und ihre reumütige Umkehr anzunehmen (so auch in Sure 4:16).

## Im Hadith

### Die Tauba als ständige Aufgabe des Menschen
Ein Hadith, der im Sahīh al-Buchārī im Namen Abū Hurairas überliefert wird, macht deutlich, dass Tauba eine ständige Aufgabe des gläubigen Menschen ist. Demnach sagte Mohammed einst: „Bei Gott, mehr als siebzig Mal pro Tag bitte ich Gott um Vergebung und wende mich ihm reumütig zu (atūbu ilai-hi).“ In den Sunan von Ibn Mādscha wird der Prophet mit den Worten zitiert: „Wer von der Sünde umkehrt, ist wie einer, der keine Sünde hat“ (at-tāʾib min aḏ-ḏanb ka-man lā ḏanba la-hū). Als man Mohammed nach dem Kennzeichen für die Tauba befragte, soll er geantwortet haben, dass dies die Reue (nadāma) sei.

### Die endzeitliche Schließung des Tauba-Tors
In Sure 6:158 heißt es: "Am Tag, da etwas von den Zeichen Gottes kommt, nützt keinem sein Glaube, der nicht vorher geglaubt oder in seinem Glauben Gutes erworben hat." An dieses Koranwort knüpft sich die Vorstellung von dem "Tor der Umkehr" (bāb at-tauba), das sich am Ende der Zeiten schließen soll. At-Tabarī zitiert in seinem Korankommentar im Zusammenhang mit Sure 6:158 verschiedene Versionen eines Hadith, demzufolge sich dieses Tor der Umkehr im Westen befindet, 60 Tagesreisen breit ist und sich erst schließen wird, wenn die Sonne im Westen aufgeht. Dabei soll die Sonne durch das Tor hindurchwandern und unmittelbar danach seine Schließung erfolgen.
Weitere Überlieferungen zu diesem Tor finden sich in dem Qisas al-anbiyāʾ-Werk von ath-Thaʿlabī. Dort werden dem Propheten Mohammed folgende Worte in den Mund gelegt: „Gott hat hinter dem Ort des Sonnenuntergangs ein Tor für die Tauba erschaffen, das Türflügel aus Gold hat und mit Perlen und Edelsteinen besetzt ist. Von einem Türflügel zum anderen reitet ein schneller Reiter vierzig Jahre lang. Das Tor ist geöffnet seit der Erschaffung durch Gott bis zum Morgen jener Nacht, wenn die Sonne und der Mond von dem Ort ihres Untergehens her aufgehen.“ Jede Tauba, die ein Mensch gezeigt habe, so erklärt Mohammed weiter, sei durch dieses Tor eingegangen und dann zu Gott emporgestiegen. Nach dem Aufgang von Mond und Sonne im Westen werde aber der Engel Gabriel das Tor dicht verschließen, so dass von keinem Menschen mehr die Tauba angenommen werde.

## In der Sufik
Besonders im Milieu der Sufis maß man der Tauba eine große Bedeutung zu. So wird von dem irakischen Sufi Sahl at-Tustarī der Ausspruch überliefert: "Die Tauba obliegt dem Menschen als Pflicht bei jedem Atemzug". Sahl soll auch gesagt haben, dass es nichts gebe, das den Menschen mehr obliege, als die Tauba. Während Sahl meinte, dass der Mensch bei der Tauba die eigene Sünde niemals vergessen dürfe, vertrat Dschunaid die Auffassung, dass die ständige Vergegenwärtigung der Sünden den Menschen eigentlich von Gott abbringe und die Tauba deswegen das Vergessen der eigenen Sünden einschließen müsse. Einige Sufis wie ar-Ruwaim (st. 916) gingen sogar so weit, dass sie das Tauba-Prinzip wegen der dabei erfolgenden Vergegenwärtigung der eigenen Sünden selbst als Hindernis auf dem Weg zu Gott ansahen. Deswegen empfahlen sie denjenigen, die sich Gott annähern wollten, eine „Abkehr von der Tauba“ (tauba min at-tauba). Den Dissens über die Frage, ob die Tauba das Vergessen der eigenen Sünde einschließen solle, versuchte der spätere Mystiker Abū Nasr as-Sarrādsch (st. 988) dadurch aufzuheben, dass er erklärte, dass Sahl at-Tustarī die Zustände der Murīden gemeint habe, Dschunaid jedoch die Tauba derjenigen, die bereits die Wahrheit erreicht haben (al-muḥaqqiqūn). Letztere dächten nicht mehr an ihre Sünden, „weil die Majestät Gottes und das immerwährende Gottesgedenken ihre Herzen beherrschen“.
Einer der Sufis, der die Tauba am stärksten systematisch erörterte, war Abū Tālib al-Makkī (st. 996). In seinem Werk „Nahrung der Herzen“ (Qūt al-qulūb) beschrieb er sie als die erste der neun „Stationen der Gewissheit“ (maqāmāt al-yaqīn). Die Stationen, die auf die Tauba folgen, sind nach ihm Geduld (ṣabr), Dankbarkeit (šukr), Hoffnung (raǧāʾ), Furcht (ḫauf), Entsagung (zuhd), Gottvertrauen (tawakkul), Zufriedenheit (riḍā) und Liebe (maḥabba). Al-Makkī nennt insgesamt zehn Voraussetzungen dafür, dass Tauba zustande kommt: (1) der Umkehrende darf die Sünde nicht wiederholen, (2) muss sich um eine Vermeidung der Wiederholung bemühen, (3) sich von der Sünde Gott zuwenden, (4) Reue (nadam) empfinden, (5), für den Rest seines Lebens die Aufrichtigkeit beim Gehorsam (al-istiqāma ilā ṭ-ṭāʿa) geloben, (6) die Strafe fürchten, (7) seine Hoffnung in die göttliche Gnade setzen, (8) seine Sünde anerkennen, (9) anerkennen, dass Gott die Sünde für ihn vorherbestimmt hat, ohne dass dies die göttliche Gerechtigkeit beeinträchtigt, und (10) für sein Fehlverhalten eine Bußeleistung (kaffāra) erbringen.
Abū Tālib al-Makkī kennt allerdings noch eine zweite, höhere Stufe der Tauba, die er mit dem koranischen Ausdruck der tauba naṣūḥ aus Sure 66:8 bezeichnet. Nur wenn der Mensch diese Stufe der Tauba erreicht, wird er zum Tauwāb, ein Attribut, das ihn dann mit Gott verbindet. Die tauba naṣūḥ hat ihre eigenen Voraussetzungen. Dazu gehört, dass der Mensch, nachdem er sich (1) von der Sünde selbst abgewandt hat, (2) nicht mehr davon spricht, (3) nicht mehr von Dingen spricht, die die Sünde hervorrufen, (4) Dinge, die der Sünde ähnlich sind, nicht mehr erwähnt, (5) nicht mehr an das denkt, was davon übrig ist, (6) Leuten, die davon sprechen, nicht zuhört, (7) jegliches Streben nach der Sünde aufgibt, (8) nicht an die Unzulänglichkeiten seiner Tauba und (9) seiner Gottessuche denkt, und (10) mit seiner Tauba nie zufrieden ist. Den letztgenannten Punkt erklärt al-Makkī damit, dass die Tauba beim Gotteserkenner nie zum Abschluss kommt (lā nihāya li-taubat al-ʿārif). Mit dieser Lehre einer zweiten Tauba-Stufe knüpft al-Makkī teilweise an die Vorstellung al-Dschnunaids an, wonach es notwendig ist, ab einem bestimmten Punkt die eigenen Sünden zu vergessen. Viele Ideen al-Makkīs wurden später von al-Ghazālī (st. 1111) wieder aufgegriffen, der in seinem umfassenden Werk Iḥyāʾ ʿulūm ad-dīn („Neubelebung der Wissenschaften von der Religion“) der Tauba ein eigenes Buch widmete.
Ausführlich befasste sich mit der Tauba auch der persische Sufi Hudschwīrī (st. 1077). Ähnlich wie bei al-Makkī ist die Tauba bei ihm die erste Station (maqām) derjenigen, die den Weg der Wahrheit beschreiten (sālikīn-i ṭarīq-i ḥaqq). Insgesamt ist seine Tauba-Lehre aber einfacher. Aufrichtige Tauba ist nach seiner Auffassung schon dann gegeben, wenn sie drei Elemente enthält: 1.) Bedauern über die Zuwiderhandlung (asaf bar muḫālafat); 2.) Unterlassen des Fehlers (tark-i zallat); 3.) den Entschluss, die Handlung nicht erneut zu begehen (ʿazm-i nākardan ba-muʿāwadat). Huǧwīrī setzte das Prinzip der Tauba auch zu den beiden anderen koranischen Konzepten bußfertiger Umkehr (ināba und auba) in Beziehung, indem er eine Hierarchie zwischen ihnen aufstellte. Tauba bezeichnet demnach die Abkehr von den großen Sünden und ist die Station der Masse der Gläubigen, ināba bezeichnet die Abkehr von den kleinen Sünden und ist die Station der Gottesfreunde und Gott Nahestehenenden (muqarrabūn), auba schließlich ist die Abkehr von dem eigenen Selbst hin zu Gott ist die Station der Propheten und Gottesgesandten.
Ab dem 11. Jahrhundert beschäftigten sich auch viele hanbalitische Gelehrte mit der Tauba, so zum Beispiel ʿAbdallāh al-Ansārī in seinem mystischen Werk Manāzil as-sāʾirīn. Der hanbalitische Gelehrte Ibn Qudāma al-Maqdisī (st. 1223) fasste ein Kitāb al-Tauwābīn ab, in dem er Erzählungen über bekannte Tauwābūn zusammenstellte. Der hanbalitische Gelehrte Ibn Qaiyim al-Dschauzīya (st. 1350), der einen ausführlichen Kommentar zu al-Ansārīs Werk Manāzil as-sāʾirīn, wies dort die paradox anmutende Idee einer „Abkehr von der Abkehr“ (tauba min at-tauba) zurück und meinte, dass damit höchstens eine Abkehr von der „Mangelhaftigkeit der Tauba“ (nuqṣān at-tauba) gemeint sein könne.

## Im islamischen Recht
Im islamischen Strafrecht hat Tauba insofern Relevanz, als sie bei manchen Delikten, die nur die sogenannten „Rechte Gottes“ (ḥuqūq Allāh) betreffen, strafbefreiende Wirkung hat. Der klassische Fall ist die Apostasie. Durch die Tauba, die innerhalb von drei Tagen erfolgen muss, stellt hier der Delinquent unter Beweis, dass er bereits seine Einstellung geändert hat und keiner Bestrafung mehr bedarf. Eine Ausnahme gilt nur für die Apostasie, die mit einer Schmähung des Propheten (sabb an-nabī) verbunden ist. Aufgrund koranischer Aussagen (Sure 5:33-34) hat die Tauba außerdem beim Straßenraub strafbefreiende Wirkung. Die Tauba wird hier allerdings nur dann akzeptiert, wenn sie vor der Ergreifung des Straßenräubers erfolgt. Die mālikitische Rechtsschule bindet die Strafbefreiung außerdem daran, dass sich der Straßenräuber selbst den Behörden stellt.
Bei den Ibaditen spielt die Tauba eine wichtige Rolle in der Imamatslehre. Ein Imam, der eine große Sünde begangen hat, muss zur Tauba aufgefordert werden. Ist er dazu nicht bereit, haben die Gläubigen die Pflicht, sich im Sinne der Barā'a von ihm abzuwenden. In der ibaditischen Literatur hat sich der Text einer öffentlichen Tauba-Deklaration von Rāšid ibn ʿAlī, der im 11. Jahrhundert Imam von Rustāq war, erhalten. Die Muʿtaziliten gingen
davon aus, dass sich neben Herrschern auch Regierungsbeamte bei Fehlverhalten einem Tauba-Prozess unterziehen müssten.